# Jacob Achilles Mähly

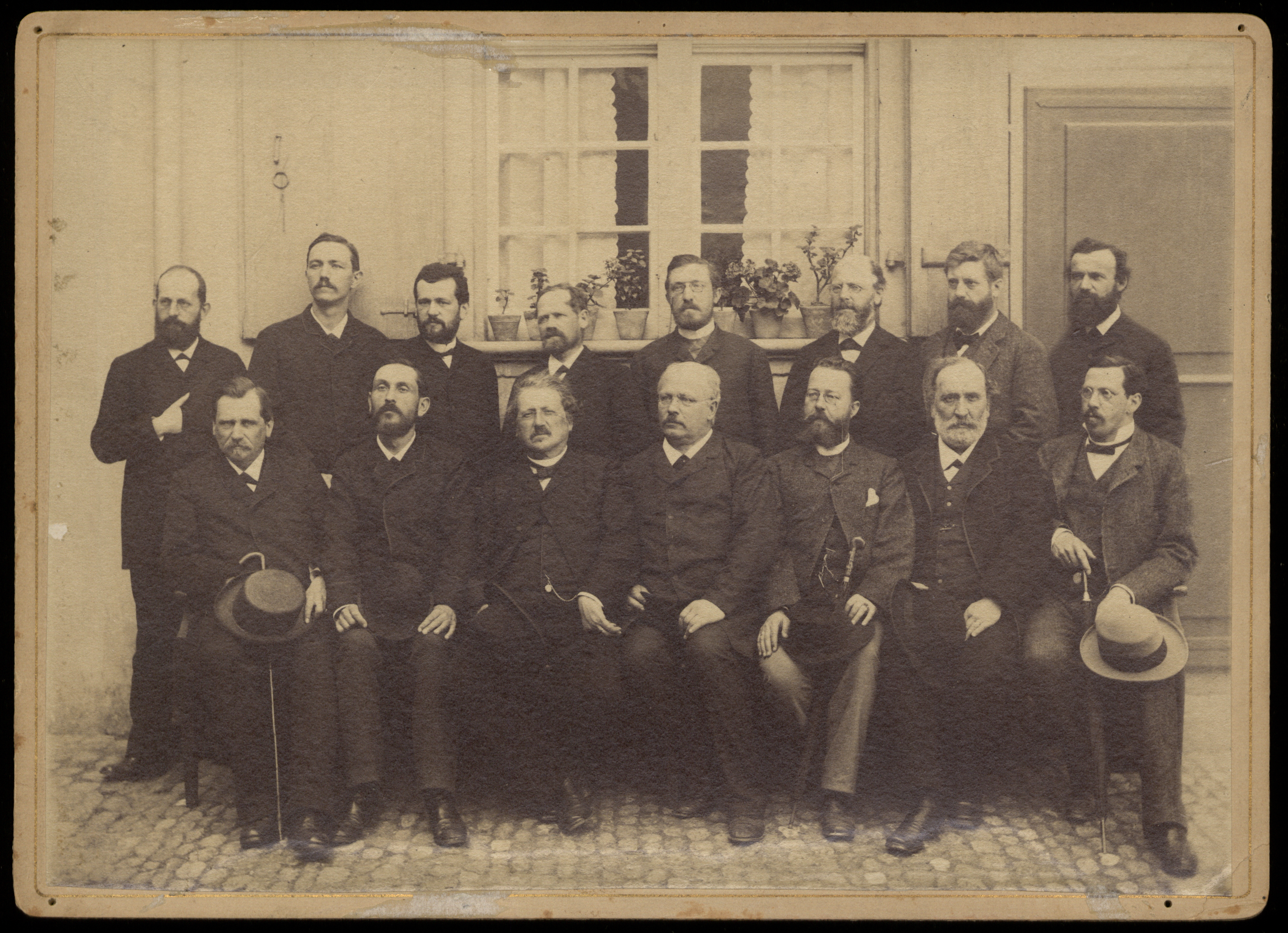
Photo de groupe (photographie vers 1889), professeurs du lycée supérieur de Bâle, de gauche à droite, en haut : Achilles Burckhardt, Fritz Tschopp, Albert Burckhardt, Rudolf Stähelin, Rudolf Kögel, Theophil Burckhardt-Biedermann, Emanuel Probst, Hans Theodor Plüss ; ci-dessous : Johann Jakob Oeri, Carl Grob, Jacob Achilles Mähly, le recteur Fritz Burckhardt, Gustav Soldan, Felix Bertholet, Albert Riggenbach

Jacob Achilles Mähly (né le 24 décembre 1828 à Bâle et mort le 18 juin 1902 dans la même ville,) est un philologue classique suisse.

## Biographie
Mähly a grandi à Bâle en tant que fils d'un maître tonnelier, il étudie au lycée humaniste et fonde en 1845 la Paedagogia Basiliensis (de), la plus ancienne association de collèges de Suisse. Il obtient son doctorat en philologie classique à Bâle, Göttingen et Berlin en 1850 et enseigne ensuite dans divers collèges. À partir de 1853, Mähly est maître de conférences privé et à partir de 1864 professeur associé à l'Université de Bâle, où il enseigne aux côtés de Friedrich Nietzsche. En 1875, il reçoit la chaire de philologie latine à l'Université de Bâle,. En tant que scientifique et conférencier, il est considéré comme peu systématique et superficiel : « malgré tout son esprit, la solidité était négligée ». Un problème de larynx, qui entrave de plus en plus sa capacité à parler, l'oblige à abandonner sa chaire et son enseignement en 1890. Dans les années qui suivent, il tente de compléter sa maigre pension par un travail journalistique intensif.
Mähly est brillant et polyvalent ; il lit et parlait couramment le latin et le grec et est un orateur et un mondain populaire. Il écrit de la poésie en haut allemand et en dialecte - y compris probablement les premiers sonnets en dialecte bâlois - et écrit beaucoup sur des sujets historiques et littéraires. Bien que la plupart de ses œuvres soient de nature populaire et qu'il manque d'autocritique à l'égard de sa propre poésie, il « s'est distingué dans la littérature de son époque par sa perspicacité, sa vision et son jugement ».
La Geschichte der antiken Litteratur qu'il a écrite est apparue dans les éditions classiques de Meyer. Les ouvrages qu'il a écrits sur la littérature de l'Antiquité sont Antologie griechischer und römischer Lyriker et Euripides – Ausgewählte Dramen.